# Ticket to Ride (album)
Pour les articles homonymes, voir Ticket to Ride (homonymie).
Albums de Carpenters
Close to You
(1970)
Ticket to Ride est le premier album du duo américain the Carpenters.
Au moment de sa première sortie en 1969 sous le titre Offering, (avec une photo de couverture tout à fait différente), ce fut un échec commercial et il fut produit seulement en petite quantité sous forme d'un single, contenant la chanson de Lennon/McCartney : Ticket to Ride, une version sous forme de ballade de la chanson enregistrée par les Beatles.
Après la percée des Carpenters, l'album fut toutefois resorti au niveau international sous le nom Ticket to Ride et se vendit modérément. Le CD dans la série "Remastered Classics"  fut publié en mars 2007.  Toutefois, au Japon, le "Pack Series CD" rassemble sous le titre Ticket to Ride et Close to You, les deux CD.
L'album est de loin le plus personnel des albums des Carpenters. En dehors des orchestrations, la plupart des instruments sont joués par le duo lui-même et dix des treize chansons sont écrites par Richard Carpenter et son parolier John Bettis. Il se différencie aussi des autres albums des Carpenters en ce que les parties vocales sont réparties sur les deux membres du groupe ; alors que sur les albums ultérieurs, Karen Carpenter se taillera la part du lion pour les chants en soliste.

## Liste des pistes
Toutes les chansons sont de Richard Carpenter et de John Bettis, à l'exception de celles notées explicitement.
1. Invocation (1:04)
2. Your Wonderful Parade (2:54)
3. Someday (5:19)
4. Get Together (en), écrite par Chet Powers (2:37)
5. All of My Life, écrite par Richard Carpenter (3:07)
6. Turn Away (3:12)
7. Ticket to Ride, écrite par John Lennon et Paul McCartney (4:13)
8. Don't Be Afraid, écrite par Richard Carpenter (2:07)
9. What's the Use (2:43)
10. All I Can Do (1:41)
11. Eve (2:53)
12. Nowadays Clancy Can't Even Sing, écrite par Neil Young (4:21)
13. Benediction (0:41)

## Crédits
- Richard Carpenter – Chanteur et fond sonore vocal, clavier
- Karen Carpenter – chant et fond sonore vocal, batterie, guitare basse dans All of My Life et Eve[4]
- Joe Osborn – basse
- Bob Messenger – basse
- Gary Sims – guitare dans All of My Life
- Herb Alpert – shakers
- Producteur : Jack Daugherty (en)
- Ingénieur du son : Ray Gerhardt
- Directeur artistique : Tom Wilkes
- Photographe : Jim McCrary (en)

## Singles

### Ticket to Ride
- JP 7" single (1969) [KING AM-18] / (1976) [KING AM-1001] / (1977) [KING AM-2061]

1. Ticket to Ride
2. All I Can Do

- US 7" single (1969) [A&M 1142]

1. Ticket to Ride
2. Your Wonderful Parade